# Torre del Roc de Mallorca
La Torre del Roc de Mallorca es troba damunt mateix de la muntanya situada al sud-sud-est del poble de Castellnou dels Aspres, a la comarca del Rosselló, Catalunya Nord.
Dalt del cim muntanyós al sud-sud-est del poble de Castellnou, a 443 metres d'altitud, es dreça una torre de guaita que pertanyia al sistema defensiu del Castell de Castellnou.
De base rectangular, va ser construïda com a torre de guaita, juntament amb la Torre de Castellnou del sistema defensiu del Castell de Castellnou. És datable al segle xiii.